# Containing
Containing bezeichnet in der Psychologie einen Vorgang, in dem Psychotherapeuten die Projektionen von Patienten vorerst aufnehmen, ohne die eigenen Emotionen, die durch diese Projektionen ausgelöst werden, zu agieren – also reagierend zu erledigen. In einem zweiten Schritt verwandelt der Psychotherapeut das Aufgenommene, das dem Patienten unerträglich ist, in sich in etwas Erträgliches und gibt es ihm in einem dritten Schritt zurück. Der Begriff wurde von dem britischen Psychoanalytiker Wilfred Bion 1962 geprägt.
Das Containing wird durch die Fähigkeit zur Rêverie (Bion) auf Seiten des Psychotherapeuten ermöglicht, so etwas wie ein „träumerisches Ahnungsvermögen“ zu entwickeln. Dabei handelt es sich um ein Geschehen ähnlich der Gemütsverfassung einer Mutter, die die Ängste ihres Kindes zu lindern versucht, indem sie diese in sich aufnimmt, innerlich modifiziert und sie dann strukturiert zurückspiegelt. Mit der Rêverie übernehmen Therapeut oder Mutter sozusagen aktive „Verdauungsarbeit“ unerträglicher Gefühle, anstatt lediglich als Projektionsfläche zu dienen.
Diese Art der Unterstützung kann eine der Ich-Schwäche gegenüber stehende ichstärkende Funktion bekommen und zwar für den Patienten des Psychotherapeuten ebenso wie für das Kind der Mutter. Wenn, dann geschieht das dadurch, dass die Ängste oder andere nicht auszuhaltenden Gefühle durch den Psychotherapeuten oder die Mutter in etwas verwandelt werden, was auszuhalten ist. Im günstigsten Fall werden diese modifizierten Gefühle, die nun die Toleranzschwelle des Patienten oder des Kindes nicht mehr überschreiten, durch einen Vorgang wieder aufgenommen, der Introjektion genannt wird.
Parallel dazu können Patient oder Kind ihr Gegenüber als eine Person wahrnehmen, die es schafft, mit der Angst oder den anderen unerträglich erscheinenden Gefühlen fertig zu werden. Das ebnet den Weg, sich mit dem Gegenüber zu identifizieren. Durch diesen Vorgang der Identifikation kann es dazu kommen, dass sich die Fähigkeit, unerträgliche Gefühle selbst in etwas Erträgliches zu verwandeln und damit auszuhalten, nach und nach entwickelt. Ein solcher Vorgang ist unter anderen, zum Teil ganz anders verlaufenden, innerseelischen Prozessen mit dem Begriff der Ich-Stärkung gemeint.
Containing ist demzufolge in all jenen Therapien besonders indiziert bzw. notwendig, in denen es um tiefergehende, umfassendere Entwicklung der Persönlichkeit geht und nicht nur um das Lösen fokussiert zu bearbeitender Belastungen bzw. abgegrenzter Themenstellungen. Auch in letzteren kann es aber Platz greifen, beispielsweise wenn Projektionen bemerkbar werden. Das Auftreten von Projektionen oder – als einem ihrer Sonderfälle – projektiver Identifikation könnte allerdings dann ein Hinweis darauf sein, dass der Anlass für das Aufsuchen von Psychotherapie möglicherweise nicht nur mit einem eingrenzbaren Thema zu tun hat, sondern eben tiefer in die Persönlichkeit geht. Insbesondere aber bei Psychotherapien aufgrund von Traumatisierungen, die als außerordentliche Belastung auf eine ansonsten stabile Persönlichkeitsstruktur gestoßen sind, können Projektionen ebenfalls möglich sein. In diesem Fall sind sie jedoch in der Regel Ausdruck der Destabilisierung im Rahmen der Traumatisierung und nicht Ausdruck einer an sich instabilen Persönlichkeitsstruktur. Auch hier ist zur Stützung der Patienten Containing anwendbar.

## Medien
- Cécile Loetz, Jakob Müller: Containing. Oder: Wie psychische Bedeutung entsteht. In: Rätsel des Unbewußten. Podcast zur Psychoanalyse und Psychotherapie (Folge 33).